# Thuróczy Katalin
Thuróczy Katalin (Budapest, 1948. július 4. –) magyar dramaturg, író, újságíró.

## Életpályája
1970–1971 között a Nemzeti Színházban kellékesként dolgozott. 1971–1983 között rendezőasszisztens volt. 1983–1994 között a budapesti Katona József Színház rendezőasszisztens volt. 1994–1995 között az Új Színház rendezőasszisztens volt. 1995 óta szabadfoglalkozású. 1996–2011 között a Pécsi Nemzeti Színház dramaturgjaként tevékenykedett. 2001–2003 között a Kortárs Alkotók Műhelyének művészeti vezetője volt. 2004–2006 között a Soproni Petőfi Színház irodalmi vezetője volt. 2005-ben a Drámaíró Kerekasztal ügyvivője volt.
Dramaturgként és forgatókönyvíróként részt vesz a Magyar Televízió és a TV2 munkájában is. Túlnyomórészt színdarabokat ír, továbbá novellákat és forgatókönyveket, interjúkat, publicisztikát.

## Színházi munkái
A Színházi Adattárban regisztrált bemutatóinak száma; szerzőként: 29; fordítóként: 1.

### Szerzőként
- Krízis Kft. – egy-asztal-két-szék darab
- Argentin tangó – egy-asztal-két-szék darab
- Felhőharcosok – komédia
- Missy – monodráma (román ford. is)
- Brighella királysága – commedia dell’arte
- Ötödik dimenzió – tárgy-animációs bábjáték
- Game Over – kortárs zenés
- Betyárlegenda – musical
- Felhőbárány – bábjáték
- Kondor Kasza Ignác – népi komédia
- Tímbilding
- A garabonciás – 10 farce
- Under-fucking-ground (román ford. is)
- Kerített város – történelmi dráma, sok szereplő
- Szerver – két rész, sok szereplő (román ford. is)
- Bár – tárgyanimációs, bábdarab felnőtteknek
- Meseuropa – zenés mesejáték, 2 rész, 5 szereplő
- Krízis – 5 női szereplő
- Boszorkánydomb
- Szandrosz – tragédia (francia és román ford. is)
- Pandora szelencéje – egyfelvonásos (román és olasz ford. is)
- Keszekusza
- Szent Márton-játék – passió
- Corrida – egyfelvonásos, 3 szereplő (francia, román ford. is)
- Macskalépcső – egyfelvonásos (francia, cseh, román, olasz ford. is)
- Carletto – vígjáték, két rész (olasz és román ford. is)
- Istenek vacsorája – vígjáték (francia, román ford. is)
- Beavatkozás – mozgásszínházi komédia
- Aluminofesztitron – egyfelvonásos
- A két Hunyadi – egyfelvonásos, gyerekeknek, 5 szereplő (francia ford. is)
- Pastorale – két rész, 6 szereplő (cseh ford.)
- Filléres komédia – két rész, sok szereplő
- Concerto Grosso – egyfelvonásos, sok szereplő (angol, francia ford. is)
- Micsoda vircsaft – mesekönyv és mese-musical
- Utcabál – komédia
- Pentheszileia – kamara-opera librettó
- Reményünk tele – két rész, 2 szereplő (francia ford. is)
- Csütörtökünnep – két rész, sok szereplő (francia, cseh, román ford. is)
- Akárki – moralitás, egy rész, sok szereplő (román ford. is)
- Cmrman – cseh burleszk
- Mohács, avagy hogyan veszett Magyarország – burleszk
- Cselédklozett – egyfelvonásos, 2 szereplő (német, francia, horvát, cseh, román, olasz ford. is)
- Lemmingek derűs nyara
- Valaha Saint-Michelben – egyfelvonásos (francia, horvát ford. is)
- Ha volna farkas… – egyfelvonásos
- Két méter anyaföld – egyfelvonásos

### Adaptációk, átiratok
- Menedék (Norman Manea: Odú c. könyve alapján) (román ford. is)
- Csizmás Kandúr – zenés mesejáték
- Holle anyó – mesemusical
- Beszterce ostroma – musical
- Hagymácska – mesemusical
- Shakespeare: III. Richard – átirat
- Édes Anna
- Mátyás mesék – zenés gyerekdarab

### Fordítóként
- Alina Nelega: Améli sóhaja (2009)

### Forgatókönyvek
- Férfi zokogó háttérrel
- Szegény Eduárd
- A bárka
- A Batthyány-ügy
- Mars és Vénusz gyermekei
- Szerelem utolsó vérig (2002)
- Coté jardin, coté cour
- Vlagyimir Iljics halála
- Két méter anyaföld
- Rozsdatangó
- Seuso-kincsek
- Vízöntő
- Istenek vacsorája

### Könyvek
- Magánérzetek (versantológia, 1996)
- Smrt V.I. (novellák, 1999)
- Csütörtökünnep (drámák, 2000)
- Mese a főzelékszínű kabátról (2001)
- Mese Vencel királyról és a Bruncvik kardjáról (2001)
- Jeudis festifs (színdarab, 2001)
- Micsoda vircsaft (mesekönyv, 2003)
- Diagnóza: divadló (dráma, 2003)
- Vízöntő (novella, 2005)
- Anotimpul V. Teatru (5 dráma); románra ford. Anamaria Pop; Unitext, Bucureşti, 2006
- Goldoniáda (antológia, 2009)

### Bemutatók
- Pandora szelencéje – 2016. március 27. – Baia Mare, Teatrul Ararat (román nyelven)
- Cmrman – 2016. március 23. – Cseh Köztársaság, Zlín (felolvasószínház cseh nyelven)
- Macskalépcső – 2016. február 28. – Budapest, PIK
- Pandora szelencéje – 2015. december 5. – Bukarest, ARCUB (román nyelven)
- Pastorale – 2015. július 14. – Szeged, Városház udvar
- Cselédklozet – 2014. április 25. – Turnov (cseh nyelven)
- Purparlé Velencében (Goldoniáda) 2014. május 14. – Budapest, Főnix Színház, RS9
- Pandora szelencéje – 2014. május 20. – Kolozsvár (román nyelven)
- Cselédklozet – 2014. május 22. – Arad (felolvasószínház, román nyelven)
- Pandora szelencéje – 2014 május 10. – Petrosani (román nyelven)
- Macskalépcső – 2014. február 6 – Gellért Szálló
- Valaha Saint-Michelben – 2013. december 7 – Budapest, KULTEA
- Mátyás mesék – 2013. november 15 – Szegedi Nemzeti Színház
- Keszekusza – 2013. június 13 – Kassa
- Szandrosz – 2012. november 6 – Brăila (román nyelven)
- Macskalépcső – 2012. március 9 – Zsolna (cseh nyelven)
- Game Over – 2011. október 13 – Pécs, Harmadik színház
- Édes Anna – 2011. október 18 – Pécsi Nemzeti Színház
- Csizmás Kandúr – 2011. május 29, – Pécs, Harmadik Színház
- Macskalépcső – 2011. március 20. – Nagyszeben (román nyelven)
- Felhőbárány – 2010. december 5. – Eger, Harlekin Bábszínház
- Macskalépcső – 2010. november 6. – Bukarest – Nemzeti Színház (román nyelven)
- Holle anyó – 2010. szeptember 26 – Pécs, Harmadik Színház
- Pandora szelencéje – 2010. február 11 – Románia, Galați (román nyelven)
- Tímbiding – 2009. július 24 -  Budapest
- Bors néni – 2009. május 31 Pécs, Harmadik Színház
- Jeudis festifs (Csütörtökünnep) – 2008. július Théâtre du CAES – Compagnie de l’incertitude (francia nyelven)
- Szandrosz – 2008. február 3. Románia, Gyergyószentmiklós
- Cselédklozet  2007. november 7. – Budapesti Kamara Színház
- Hagymácska – 2007. február 21. –  Kaposvári Csiky Gergely Színház
- Macskalépcső – 2007. február 8. – APAcuka, Budapest
- Macskalépcső – 2007. január 23. – Jaşi Színház (román nyelven)
- Mátyás mesék – 2006. november 22. – Kassa – Thália Színház
- Carletto – (Goldoniáda) – 2006. július 26, – Egervári Nyári Színház
- A kert – 2006. június 24. – Budapest, Petőfi Irodalmi Múzeum
- Édes Anna – 2006. április 21. – Debrecen, Csokonai Színház
- joi.megaJoy (Csütörtökünnep) (rendező: Radu Afrim) – 2006. március 17. Bukarest, Odeon Színház, Románia (román nyelven)
- Istenek vacsorája (rendező: Răzvan Popa) – 2006. március 13. – Bukarest, Odeon Színház, Románia (felolvasószínház)
- Casting – 2006. február 4. – Sopron, Petőfi Színház
- Kerített város – 2005. november 12. – Sopron, Petőfi Színház
- Bár – 2004. november 16. – Eger, Harlekin Bábszínház
- Meseurópa – 2004. szeptember 26. – Pécs, Harmadik Színház
- Mátyás mesék – 2004. szeptember 24. – Kecskemét, Katona József Színház
- Csütörtökünnep – (rádiószínház) – 2004. május 22. – Marosvásárhely – Románia (román nyelven, rendező: Alina Nelega)
- Krízis – 2004. május 14. (Kaffka Margitról) – Budapest, Irodalmi Múzeum
- Édes Anna – 2003. december 13 – Budapest, Gózon Gyula Kamaraszínház
- Keszekusza – 2003. szeptember 28. – Pécs, Harmadik Színház
- Finálé – 2002. december 14. – Budapest, Kamaraszínház
- Filléres komédia – 2002. szeptember 27. – Gyergyószentmiklós – Románia, Magyar Színház
- Filléres komédia – 2002. augusztus 30. – Sepsiszentgyörgy – Románia, Tamási Áron Színház
- Cselédklozet – 2002. április 12. – Pécs, Horvát Színház (horvát nyelven)
- Cselédklozet – 2002. március 2. – Budapest, József Attila Színház
- Csütörtökünnep – 2001. november 23. – Párizs, Comédie-Française (franciául, felolvasószínház, rendező: Jacques Connort)
- Mátyás mesék – 2001. május 27. – Pécs, Harmadik Színház
- Valaha Saint-Michelben – 2000. október 8. – Pécs, Horvát Színház (horvát nyelven)
- Pastorale – 2000. június 29. – Kőszeg, Várszínház
- A két Hunyadi – 2000. május 26. – Diósgyőri Vár
- Cselédklozet – 2000. május 17. – Budapest, Merlin Színház, Ketrec Galéria produkciója
- Aluminofesztitron – 2000. március 26. – Budapest, Merlin Színház, X Színház társulata
- Valaha Saint-Michelben – 2000. március 16. – Pécs, Horvát Színház

## Díjai
- 2004 – Festival des Scénaristes – La Ciotat (Franciaország) – V.I halála
- 2003 – Nemzeti Színház drámapályázata – III. díj – Boszorkánydomb
- 1998 – Új Színház pályázatának nyertese – Concerto Grosso
- 1996 – First European Screenwriters Lab – Szegény Eduárd
- 1996 – Sundance Institute (USA) – Szegény Eduárd
- 1995 – Vilmos-díj (a Nyílt Fórum pálinka-díja) – Csütörtökünnep
- 1993 – Vígszínház drámapályázatának különdíja – Csütörtökünnep